# Chela Sandoval
Chela Sandoval (31 de julio de 1956) es profesora asociada de Estudios Chicanos en la Universidad de California, Santa Bárbara. Es un teórica notoria del feminismo postcolonial y del tercer feminismo mundial. Comenzó en 1991 con su ensayo pionero: 'U.S. Third World Feminism: The Theory and Method of Oppositional Consciousness in the Postmodern World ". Sandoval emergió como una voz significativa para las mujeres de color y el feminismo decolonial.

## Vida personal
Sandoval nació y creció en San José, California. Tiene cuatro hermanas, Janet, Robin, Sandy y Julie.

## Educación
Sandoval se licenció en arte y ciencias por la UC Santa Cruz. Se interesó por el feminismo en 1971 cuando se matriculó en un curso llamado "Mujeres en la Literatura". A raíz de este curso, se implicó en el colectivo de medios de las mujeres de Santa Cruz, un grupo que hacía programación televisiva para un canal público local. En 1978, Sandoval se trasladó a Nueva York para entrar en ABC News, un puesto dispuesto para ella por Barbara Walters. Aun así, al final Sandoval decididió continuar con el doctorado más que con la carrera de cine documental. En una entrevista en 2005, Sandoval explicó que su decisión fue motivada por su deseo de hacer un activismo más eficaz.
"Yo sentía que el activismo era...frustrante; repetíamos las mismas prácticas una y otra vez. Yo realmente necesitaba pensar sobre qué estábamos acometiendo en nuestras vidas, para ver si había otra manera de hacer un cambio social positivo. Así me presenté a HistCon para aprender de los teóricos-activistas y filósofos, en aquellas primeras etapas".
Sus profesores en el programa de Historia del Conocimiento fueron Stephen Heath, Teresa de Lauretis, Vivian Sobchack y Jane Place. Hayden White, Donna Haraway, James Clifford y Teresa de Lauretis fueron sus mentores en Santa Cruz. A pesar de que ella inicialmente pretendió escribir una disertación sobre mujeres y vídeo, la lectura la llevó a la filosofía. Su disertación desarrolló su primera contribución teórica importante, la idea de consciencia oposicional.
Incluso como estudiante de posgrado, Sandoval jugó un papel importante en el feminismo de EE. UU. Escribió un informe en nombre de la Alianza de las Mujeres del Tercer Mundo en 1981 en la conferencia Asociación Nacional de los Estudios de la Mujer sobre el tema de mujeres y racismo.

## Teorías
Su trabajo más importante, Metodología de la Opresión desarrolló plenamente su idea de conciencia de oposición diferencial , una forma de "ideología-praxis" arraigado en las experiencias de Tercer Mundo de EE. UU. que se resiste a las categorías binarias de identidad a favor de una fluidez de movimientos entre ellas. Ella acredita a Frederic Jameson reconociendo la idea de la oposición de consciencia en su trabajo y animándole para desarrollarlo, a pesar de que su trabajo es una crítica y extensión del propio trabajo de Jameson.
El trabajo de Sandoval ha sido muy influyente dentro de la segunda ola del feminismo y su idea de consciencia oposicional es central para el feminismo ciborg de Donna Haraway. Aun así el concepto ha sido adoptado por los estudiosos que trabajan en muchos campos.
En los últimos años, Sandoval ha unido sus primeros intereses más culturales con su trabajo en consciencia oposicional para centrarse en lo que denomina artivismo, un neologismo que desarrolló con Guisella LaTorre para describir el arte activista.
Sandoval está incluida en los archivos de la Teoría Feminista de la Brown University.

## Trabajos
- Methodology of the Oppressed. Book Series: Theory Out of Bounds. University of Minnesota Press, 2000.
- "New Sciences: Cyborg Feminism", CyberSexualities: A Reader on Feminist Theory, Cyborgs and Cyberspace, Ed. Jenny Wolmark. University of Edinburgh Press, Britain, 2000.
- "New Sciences: Cyborg Feminism and the Methodology of the Oppressed", in The Cyborg Handbook, ed. Chris Hables Gray. New York: Routledge, 1995. Print.
- The Chicano Studies Reader: An Anthology of Aztlán, 1970-2000. Co-edited with Chon Noriega, KarenMary Davelos, and Rafael Perez-Torres. University of California Center for Chicano Research Center Publication, 2001.
- "Foreword: AfterBridge/Technologies of Crossing", In This Bridge We Called Home: Radical Visions for Transformation, Eds., Gloria Anzaldúa and AnaLouise Keating. Routledge UP, 2002. Print.
- Methodology of the Oppressed. By Chela Sandoval. Foreword by Angela Y. Davis. Minneapolis and London: University of Minnesota Press, 2000.
- "Dissident Globalizations, Emancipatory Methods, Social Erotics." By Chela Sandoval. In Queer Globalizations: Citizenship and the Afterlife of Colonialism. Edited by Arnaldo Cruz-Malave and Martin F. Manalansan. New York: New York University Press, 2002. Print.
- "US third world feminism: The theory and method of oppositional consciousness in the postmodern world." Genders 10 (1991): 1-24.
- "Feminism and racism: A report on the 1981 National Women’s Studies Association Conference." Making Face, Making Soul: Creative and Critical Perspectives by Feminists of Color. Ed. Gloria Anzaldúa. San Francisco: Aunt Lute (1990): 55-71. Print
- "Mestizaje as method: Feminists-of-color challenge the canon." Living Chicana theory (1998): 352-370.
- "Theorizing white consciousness for a post-empire world: Barthes, Fanon, and the rhetoric of love." Displacing whiteness: Essays in Social and Cultural Criticism. Ed. Ruth Frankenberg. Duke UP,1997. 86-107. Print.
- "Comment on Krieger's" Lesbian Identity and Community: Recent Social Science Literature"." Signs (1984): 725-729. JSTOR. Web.
- Sandoval, Chela, and Guisela Latorre. "Chicana/o artivism: Judy Baca’s digital work with youth of color." Learning race and ethnicity: Youth and digital media (2008): 81-108. Web.
- "Re-entering cyberspace: sciences of resistance." Dispositio (1994): 75-93. JSTOR. Web.